# Pedernales (Équateur)
Pour les articles homonymes, voir Pedernales.
Pedernales est une ville côtière située en Équateur, dans la province de Manabí. Elle est le chef-lieu du canton de Pedernales.

## Historique
Le 16 avril 2016, la ville a été en grande partie détruite par un séisme de magnitude 7,8 sur l'échelle de Richter.